# Повзуча тінь
«Повзуча тінь» (англ. The Slithering Shadow) — одне з оповідань американського письменника Роберта Говарда про Конана з Кімерії, події якого відбуваються в вигаданій автором Хайборійській ері. Вперше опубліковано у вересні 1933 випуску журналу Weird Tales. Перша назва оповідання — «Xuthal of the Dusk».
Історія була перевидана в збірниках «The Sword of Conan» (Gnome Press, 1952) і «Conan the Adventurer» (Lancer Books, 1966). Найбільш пізніше перевидання в збірниках «The Conan Chronicles том 1: The People of the Black Circle» (Gollancz, 2000) під назвою «The Slithering Shadow» і в «Conan of Cimmeria: Volume One» (1932—1933) (Del Rey, 2003) під своєю первісною назвою «Xuthal of the Dusk».

## Сюжет
Після розгрому армії заколотників під командуванням принца Альмаріка, Конан і дівчина Натала ховаються від погоні в пустелі. Втікачі майже помирають від спраги, але помічають на небокраї вежі якогось міста. Досягнувши міста, герої з подивом виявляють, що місце неначе вимерле. Але біля колодязя знаходять тіло людини, через деякий час людина неначе оживає, та накидається на Конана, який був вимушений вбити незнайомця. Герої продовжують вивчати місто. У кімнатах у героїв складається враження, що мешканці майже хвилину назад були у своїх домівках, в одній з кімнат знаходять навіть ще гарячу їжу.
В одній з кімнат Конан та Натала нарешті виявляють живу людину, чоловіка який спить на ліжку. Але на нього нападає дивна примарна істота, після чого від нещасного залишаються лише краплі крові на ложі. Ще один мешканець міста, який прокинувся від свого сну, почувши розповідь про те як тінь поглинула спячого, панікує і з криками тікає геть.
Герої зустрічають дівчину на ім'я Таліс зі Стігії. Вона розповідає, що в дитинстві потрапила в місто Ксутал. Пращури мешканців міста після довгих мандрів у пустелі знайшли оазу, де вони побудували собі місто. В місті все з'єднано коридорами та переходами. Пращури ксуталійців мали велику мудрість та знання, вони зробили так, щоб їжа створювалася з повітря, винайшли кристали які дають світло, вино яке миттєво повертає здоров'я. Вони б ще багато чого могли б вигадати, якщо б їх не згубила тяга до Чорного лотоса — найотруйнішої рослини на світі. Стародавні ксуталійці так навчилися оброблювати його сік, що він став не вбивати, а надавати яскраві, реалістичні сни. Згодом усі мешканці міста піддалися цій звичці, і майже увесь час перебували у снах. Старі знання були забуті, а реальне життя було замінене снами. Також виявилося, що примара яку бачили герої, ще місцевий бог на ім'я Тог. Це стародавня істота, яка невідома чи жила у цій оазі до людей, чи прийшла з ними, але вона живе глибоко під землею і періодично підіймається наверх, щоб наситити себе. Таліс говорить, що раніше мешканців було тисячі, нині сотні, а через деякий час зостануться десятки, поки народ не вимре. Місцеві це знають і змирилися зі своєю долею. Після того, як місто знелюдніє, Тог буде вимушений шукати собі їжу деінде, чи повернутися туди звідтіля він прийшов.
Таліс закохується в Конана і, переконавшись, що він не бажає залишитися у місті, викрадає Наталу і тягне її в підземелля, де збирається залишити її Тогу. Але Тог пожирає саму стігійку і збирається з'їсти Наталу. На допомогу приходить Конан, який, відбиваючись від атак ксуталійців, які прокинулися, провалюється в колодязь і вступає в бій із демоном. Йому вдається порубати Тога, поранений демон падає в колодязь. Сам Конан теж виявляється на межі смерті, але Натала знаходить чудодійне золоте вино, яке швидко виліковує кімерійця.
Конан з супутницею залишає місто, щоб добратися до оази, на південь від Ксуталу, про яку розповідала вже поглинена Тогом Таліс.

## Головні герої
- Конан — головний герой серії оповідань Говарда. Варвар кімерієць;
- Натала — супутниця Конана;
- Таліс — стігійська принцеса. Ще у молодих роках потрапила до міста Ксутал і залишилася у ньому.